# Miss USA 2008
Miss USA 2008 là cuộc thi Miss USA lần thứ 57 diễn ra tại Las Vegas, tiểu bang Nevada vào ngày 11 tháng 4 năm 2008. Người chiến thắng của cuộc thi là người đẹp Crystle Stewart, đến từ bang Texas. Cô nhận vương miện từ cựu Miss USA 2007 Rachel Smith và sẽ đại diện cho nước Mỹ tham dự cuộc thi Hoa hậu Hoàn vũ 2008 sắp tới diễn ra tại Nha Trang, Việt Nam.

## Giải thưởng chính

### Những danh hiệu cao nhất

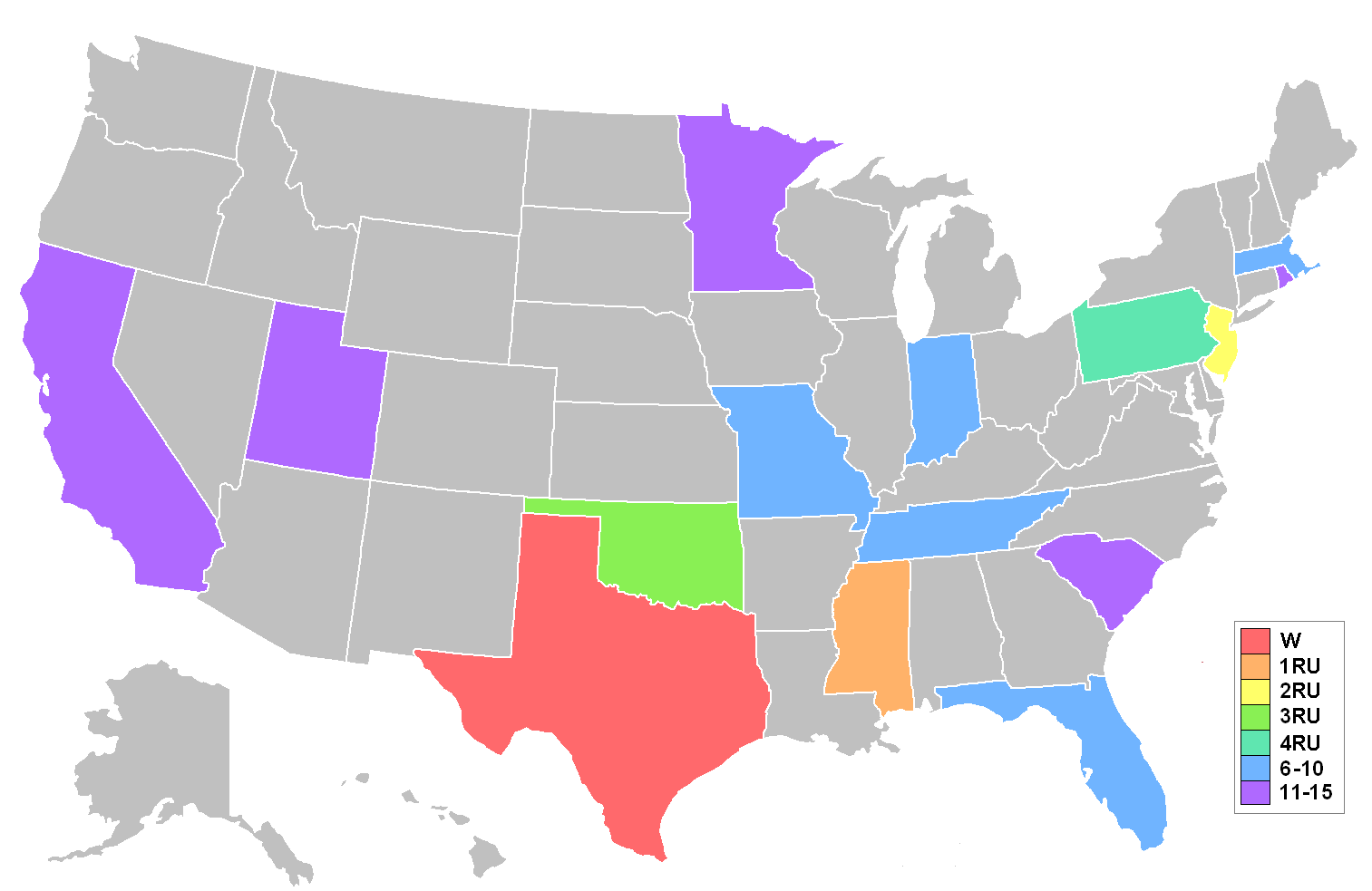
Thành tích các bang của Mỹ tại Miss USA 2008

| Kết quả       | Thí sinh |
| ------------- | --- |
| Miss USA 2008 | - Texas – Crystle Stewart |
| Á hậu 1       | - Mississippi – Leah Laviano |
| Á hậu 2       | - New Jersey – Tiffany Andrade |
| Á hậu 3       | - Oklahoma – Lindsey Jo Harrington |
| Á hậu 4       | - Pennsylvania – LauRen Merola |
| Top 10        | - Florida – Jessica Rafalowski - Indiana – Brittany Mason - Massachusetts – Jacqueline Bruno - Missouri – Candice Crawford - Tennessee – Hailey Laine Brown |
| Top 15        | - California – Raquel Beezley - Minnesota – Kaylee Unverzagt - Rhode Island – Amy Diaz - Nam Carolina – Jamie Hill - Utah – Julia Bachison                  |

### Giải thưởng phụ
- Hoa hậu Thân thiện: Monica Day (Ohio)
- Hoa hậu Ảnh: Courtney Carroll (Alaska)

## Thông tin thêm
- Với chiến thắng liên tiếp của Crystle Stewart và Rachel Smith, lần đầu tiên trong lịch sử cuộc thi Miss USA đã có 2 hoa hậu người Mỹ gốc Phi liên tiếp đăng quang.